# سيباستيان شيميل
سيباستيان شيميل (بالفرنسية: Sébastien Schemmel)‏ هو لاعب كرة قدم فرنسي في مركز الدفاع، ولد في 2 يونيو 1975 في نانسي في فرنسا. لعب مع إي أس نانسي ونادي بورتسموث ونادي لوهافر ونادي ميتز ووست هام يونايتد.

## وصلات خارجية
- سيباستيان شيميل على موقع قاعدة بيانات كرة القدم.إي يو (الإنجليزية)
- سيباستيان شيميل على موقع ليكيب (الفرنسية)
- سيباستيان شيميل على موقع Soccerbase.com (لاعب) (الإنجليزية)
- سيباستيان شيميل على موقع Soccerway.com (الإنجليزية)
- سيباستيان شيميل على موقع عالم كرة القدم.نت (الإنجليزية)